# 奧斯瓦爾多·邁雷納
奧斯瓦爾多·安東尼奧·邁雷納（英語：Oswaldo Antonio Mairena，1975年7月30日—），尼加拉瓜籍前美國職棒大聯盟左投手，主要擔任中繼投手，投球和打擊的慣用手都是左手。他曾經在大聯盟打了2個球季；2000年效力於芝加哥小熊隊，2002年則是佛羅里達馬林魚隊。2004年，邁雷納曾短暫到台灣打球，加入中華職棒統一獅隊。

## 小聯盟生涯
邁雷納曾代表尼加拉瓜參加1995年泛美運動會、1998年中美洲及加勒比海運動會和1996年夏季奧林匹克運動會棒球比賽。1996年8月2日，紐約洋基隊看到他在奧運上的表現後，立即以業餘自由球員身分將他簽下。
1997年，邁雷納首先從小聯盟1A的格林斯伯勒蝙蝠隊起步。1998年，他升上高階1A的坦帕洋基隊，有著1勝5敗、防禦率3.17的表現。1999年，邁雷納再升上2A的諾里奇領航員隊，球季結束後總計出賽49場，繳出4勝3敗、防禦率2.67的成績。2000年，從領航員升上3A的哥倫布快艇隊後；7月21日，洋基隊將他和投手班·福特交易到芝加哥小熊隊，以換取外野手格倫納倫·希爾。

## 大聯盟生涯

### 芝加哥小熊
在小聯盟度過8月後，邁雷納進入小熊隊的大聯盟球員名單。2000年9月5日，他首度升上大聯盟；後援上場面對科羅拉多洛磯隊，主投1局失掉3分，包含被陶德·沃克轟出的兩分全壘打，無關勝敗；終場小熊隊以2比10敗給洛磯隊。邁雷納在新人球季出賽2場，投出防禦率高達18的不理想表現。2001年3月30日，他在春訓期間被小熊隊交易到佛羅里達馬林魚隊，以換取投手曼尼·艾巴。

### 佛羅里達馬林魚
交易到佛羅里達後，2001年球季邁雷納分別效力於2A的波特蘭海狗與3A的卡爾加里加農砲隊。2002年球季，他待在加農砲隊一直到進入馬林魚隊的大聯盟球員名單。5月8日，馬林魚主場對聖地牙哥教士隊；7局上半，邁雷納在3比3平手的情況下上場中繼，連續解決3名打者。雖然他在8局上半丟掉1分，成為敗投候選人；但隊友在8局下半打下4分，成功逆轉比數。終場馬林魚就以7比4擊敗教士隊，邁雷納也幸運拿到生涯首勝。這個球季，他在大聯盟出賽31場，繳出2勝3敗3中繼、防禦率5.35的成績。2003年，他整季待在3A的阿布奎基同位素隊；總計61場比賽中，投出6勝4敗、防禦率5.86的表現。10月8日，邁雷納成為自由球員。

### 統一獅
2004年，邁雷納還到台灣打球，效力中華職業棒球大聯盟的統一獅隊，使用的登錄名為「馬力」。9月20日，他首度在中職先發面對La New熊隊；主投4又1/3局失掉3分，被打出8支安打、投出5次三振和4次四壞球保送，包含陳峰民轟出的一支兩分全壘打。最後獅隊以2比13慘敗給熊隊，邁雷納承擔敗投。第2場先發則在9月26日面對中信鯨隊，主投3又1/3局被打出6支安打和投出3次三振，失掉3分、但僅1分自責分，無關勝敗。這場比賽延長至10局，兩隊以5比5握手言和。邁雷納出賽2場，表現平平，未獲球隊續聘；短暫的台灣行，留下0勝1敗、防禦率4.70、三振8次的成績。
2005年，他轉往墨西哥棒球聯盟發展，分別效力於瓦哈卡勇士和拉古納牛仔隊。邁雷納也持續代表尼加拉瓜參加國際賽事；2005年世界盃棒球賽，他是球隊的王牌投手，投出1勝1敗1救援、防禦率1.69的優異成績；2007年泛美運動會棒球比賽則與墨西哥並列季軍。卸下國家隊戰袍後，邁雷納高掛球鞋，結束職業生涯。

## 職棒生涯成績
美國職棒成績：
| 年度 | 球隊 | 勝場 | 敗場 | 防禦率 | 場次 | 先發 | 完投 | 完封 | 中繼 | 救援 | 局數 | 被安打 | 被全壘打 | 四壞 | 奪三振 | WHIP |
| 2000 | CHC  | 0    | 0    | 18.00  | 2    | 0    | 0    | 0    | 0    | 0    | 2.0  | 7      | 1        | 2    | 0      | 4.50 |
| 2002 | FLA  | 2    | 3    | 5.35   | 31   | 0    | 0    | 0    | 3    | 0    | 33.2 | 38     | 7        | 12   | 21     | 1.49 |
| 2年  | 2年  | 2    | 3    | 6.06   | 33   | 0    | 0    | 0    | 3    | 0    | 35.2 | 45     | 8        | 14   | 21     | 1.65 |

中華職棒成績：
| 年度 | 球隊   | 勝場 | 敗場 | 防禦率 | 場次 | 先發 | 完投 | 完封 | 中繼 | 救援 | 局數 | 被安打 | 被全壘打 | 四壞 | 奪三振 | WHIP |
| 2004 | 統一獅 | 0    | 1    | 4.70   | 2    | 2    | 0    | 0    | 0    | 0    | 7.2  | 14     | 1        | 4    | 8      | 2.35 |
| 1年  | 1年    | 0    | 1    | 4.70   | 2    | 2    | 0    | 0    | 0    | 0    | 7.2  | 14     | 1        | 4    | 8      | 2.35 |

## 外部連結
- 奧斯瓦爾多·邁雷納在中華職棒
- 奧斯瓦爾多·邁雷納在Baseball-Reference.com（大聯盟）（英语）
- 奧斯瓦爾多·邁雷納在Baseball-Reference.com（小聯盟以及海外聯盟）（英语）
- 奧斯瓦爾多·邁雷納在Olympedia（英语）